# Porto Rico ai Giochi della XXVI Olimpiade
Porto Rico partecipò ai Giochi della XXVI Olimpiade, svoltisi ad Atlanta, Stati Uniti, dal 19 luglio al 4 agosto 1996, con una delegazione di 69 atleti impegnati in sedici discipline.